# Torneo Interbritannico 1886
Il Torneo Interbritannico 1886 fu la terza edizione del torneo di calcio conteso tra le Home Nations dell'arcipelago britannico. La vittoria del torneo fu condivisa da Scozia e Inghilterra.

## Risultati
| Data             | Luogo   | Squadra 1 | Risultato | Squadra 2   |
| ---------------- | ------- | --------- | --------- | ----------- |
| 27 febbraio 1886 | Wrexham | Galles    | 5 - 0     | Irlanda     |
| 13 marzo 1886    | Belfast | Irlanda   | 1 - 6     | Inghilterra |
| 20 marzo 1886    | Belfast | Irlanda   | 2 - 7     | Scozia      |
| 27 marzo 1886    | Glasgow | Scozia    | 1 - 1     | Inghilterra |
| 29 marzo 1885    | Wrexham | Galles    | 1 - 3     | Inghilterra |
| 10 aprile 1885   | Glasgow | Scozia    | 4 - 1     | Galles      |

## Classifica
| Pos | Squadra     | Pti | G | V | N | P | GF | GS |
| --- | ----------- | --- | - | - | - | - | -- | -- |
| 1   | Scozia      | 5   | 3 | 2 | 1 | 0 | 13 | 4  |
| 1   | Inghilterra | 5   | 3 | 2 | 1 | 0 | 10 | 3  |
| 3   | Galles      | 2   | 3 | 1 | 0 | 2 | 7  | 7  |
| 4   | Irlanda     | 0   | 3 | 0 | 0 | 3 | 3  | 18 |

## Vincitori
| Campioni 1886 Scozia 3º titolo |

| Inghilterra 1º titolo |